# Lago di Varese
Lago di Varese este o arie protejată (arie de protecție specială avifaunistică — SPA) din Italia întinsă pe o suprafață de 1.738 ha, integral pe uscat.

## Localizare
Centrul sitului Lago di Varese este situat la coordonatele 45°48′26″N 8°45′09″E / 45.807289°N 8.752431°E.

## Înființare
Situl Lago di Varese a fost declarat arie de protecție specială avifaunistică în aprilie 2005 pentru a proteja 96 de specii de animale.

## Biodiversitate
Situată în ecoregiunea continentală, aria protejată conține 3 habitate naturale: Lacuri eutrofice naturale cu vegetație de tip Magnopotamion sau Hydrocharition, Păduri de stejar sau de stejar și carpen sub-atlantice și medio-europene de Carpinion betuli, Păduri aluvionare cu Alnus glutinosa și Fraxinus excelsior (Alno-Padion, Alnion incanae, Salicion albae).
La baza desemnării sitului se află mai multe specii protejate:
- păsări (81): lăcar mare (Acrocephalus arundinaceus), lăcar-de-mlaștină (Acrocephalus palustris), lăcar-de-lac (Acrocephalus scirpaceus), fluierar de munte (Actitis hypoleucos), pescăruș albastru (Alcedo atthis), rață sulițar (Anas acuta), rață pitică (Anas crecca), rață mare (Anas platyrhynchos), fâsă de luncă (Anthus pratensis), egretă mare (Ardea alba), stârc cenușiu (Ardea cinerea), stârc roșu (Ardea purpurea), rață-cu-cap-castaniu (Aythya ferina), rața moțată (Aythya fuligula), rață roșie (Aythya nyroca), buhai de baltă (Botaurus stellaris), Bucephala clangula, șorecarul comun (Buteo buteo), fugaci de țărm (Calidris alpina), fugaci mic (Calidris minuta), bătăuș (Calidris pugnax), Cettia cetti,  prundaș gulerat mic (Charadrius dubius), prundaș gulerat mare (Charadrius hiaticula), chirighiță neagră (Chlidonias niger), erete de stuf (Circus aeruginosus), pițigoi albastru (Cyanistes caeruleus), lebădă de vară (Cygnus olor), lăstun de casă (Delichon urbicum), ciocănitoare neagră (Dryocopus martius), egretă mică (Egretta garzetta), presură de stuf (Emberiza schoeniclus), măcăleandru (Erithacus rubecula), lișiță (Fulica atra), becațină comună (Gallinago gallinago), găinușă de baltă (Gallinula chloropus), cufundar polar (Gavia arctica), cufundar mic (Gavia stellata), rândunică (Hirundo rustica), stârc pitic (Ixobrychus minutus), sfrâncioc mare (Lanius excubitor), pescăruș argintiu (Larus cachinnans), pescăruș sur (Larus canus), pescăruș râzător (Larus ridibundus), sitar de mal nordic (Limosa lapponica), sitar de mâl (Limosa limosa), privighetoare (Luscinia megarhynchos), becațină mică (Lymnocryptes minimus), rață fluierătoare (Mareca penelope), rață pestriță (Mareca strepera), rață catifelată (Melanitta fusca), ferestrașul mare (Mergus merganser), Mergus serrator, gaia neagră (Milvus migrans), codobatură galbenă (Motacilla alba), codobatură de munte (Motacilla cinerea), codobatura galbenă (Motacilla flava), stârc de noapte (Nycticorax nycticorax), pietrar sur (Oenanthe oenanthe), vultur pescar (Pandion haliaetus), vrabie de câmp (Passer montanus), cormoran mare (Phalacrocorax carbo), pitulice de munte (Phylloscopus collybita), corcodel mare (Podiceps cristatus), corcodel-cu-gât-negru (Podiceps nigricollis), brumăriță de pădure (Prunella modularis), cristei de baltă (Rallus aquaticus), pițigoi-pungar (Remiz pendulinus), lăstun de mal (Riparia riparia), mărăcinar (Saxicola rubetra), cănăraș (Serinus serinus), Spatula clypeata, rață cârâitoare (Spatula querquedula), chiră de baltă (Sterna hirundo), corcodel mic (Tachybaptus ruficollis), fluierar de mlaștină (Tringa glareola), fluierar cu picioare verzi (Tringa nebularia), fluierarul cu picioare roșii (Tringa totanus), pănțărușul (Troglodytes troglodytes), mierlă (Turdus merula), nagâț (Vanellus vanellus)
- amfibieni (1): Triturus carnifex
- nevertebrate (7): Austropotamobius pallipes, croitorul mare al stejarului (Cerambyx cerdo), fluturele auriu (Euphydryas aurinia), rădașcă (Lucanus cervus), fluturele purpuriu (Lycaena dispar), Osmoderma eremita, Vertigo angustior
- pești (7): Alosa agone, Barbus plebejus, Chondrostoma soetta, Cobitis bilineata, Protochondrostoma genei, Rutilus pigus, Telestes muticellus

Pe lângă speciile protejate, pe teritoriul sitului au mai fost identificate 9 specii de plante, 5 specii de amfibieni, 17 specii de mamifere, 9 specii de nevertebrate, 4 specii de reptile.